# Zoë Belkin
Zoë Belkin (Toronto, Ontario; 3 de mayo de 1993) es una actriz canadiense conocida por su papel en la serie televisiva La última onda y por su papel de Tina Blake en la versión Carrie (2013).

## Biografía
Zoë sabía muy joven que quería ser actriz, mientras que ella estaba visitando a su abuela, que es un artista de maquillaje muy conocido. Al igual que su abuela, Zoë es un artista talentoso. Además, Zoë le gusta dibujar. También le gusta leer, y de sus novelas favoritas es De ratones y hombres de John Steinbeck. 
Zoë es de Toronto, donde reside con sus padres, su hermano, su perro, llamado Fred, y su periquito, Wendy. En la actualidad es de 11 años 5 de la escuela secundaria, Canadá, o la universidad en 5 ×10{{{1}}} en Francia) y trabajando duro para conseguir buenas calificaciones. 
Cuando Zoe no está en la escuela o en el set de Última onda, interpretando el papel de Rebecca Harper, está con sus amigas al cine o, por supuesto, en el centro comercial.

## Filmografía
| Películas | Películas      | Películas                     | Películas         | Películas |
| Año       | Personaje      | Película                      | Actor de doblaje  | País      |
| --------- | -------------- | ----------------------------- | ----------------- | --------- |
| 2013      | Tina Blake     | Carrie                        | Annie Rojas       | México    |
| 2011      | Athena         | Degrassi: La nueva generación | Marcial Milan     | México    |
| 2010      | Megan          | Aaron Stone                   | Leyla Rangel      | México    |
| 2007-2009 | Rebecca Harper |                               |                   |           |
| 2006      | Annie          | Última onda                   | Melanie Henríquez | Venezuela |